# Polivaskularna arterijska bolest
Polivaskularna arterijska bolest  (akronim PoliVD) definiše se kao istovremeno prisustvo klinički značajnih aterosklerotskih lezija u najmanje dve velike vaskularne teritorije, kao što su koronarna bolest udruženom sa karotidnom, renalnom arterijskom bolešću ili arterijska bolest donjih udova.  Poslednjih godina koncept polivaskularne bolesti, ili klinički evidentna ateroskleroza u višestrukim arterijskim koritima, se sve više identifikuje kao posebno maligna kardiovaskularna bolest vredna posebne kliničke pažnje i daljeg proučavanja.
Kod pacijenta sa polivaskularnom arterijskom bolešću, treba obratiti pažnju ne samo na mesta lezija i inherentne tehničke poteškoće koje se odnose na specifične opcije lečenja, već i na sveukupni klinički status pacijenta, uzimajući u obzir prisustvo kardiovaskularnih faktora rizika i komorbiditeta. 

## Epidemiologija
Polivaskularna bolest predstavlja istovremenu obliterantnu bolest koronarnih karotidnih i perifernih arterija donjih ekstremiteta. U osnovi nastanka ovog oboljenja je proces ateroskleroze, kao važan uzrok kardiovaskularnog morbiditeta i mortaliteta koji pogađa više od 230 miliona ljudi širom sveta.
Tradicionalni kardiovaskularni faktori rizika, uključujući starije godine, pušenje i šećernu bolest, snažno su povezani sa povećanim rizikom od periferne arterijske bolesti perifernih arterija donjih ekstremiteta (akronim PAD). Iako je PAD istorijski bio nedovoljno cenjena u poređenju sa bolešću koronarnih arterija i moždanim udarom, veća pažnja na PAD poslednjih godina dovela je do važnih novih epidemioloških uvida u oblastima tromboze, upale, dislipidemije i mikrovaskularnih bolesti. 
Važno je napomenuti da PAD može povećati rizik od neželjenih ishoda u sličnoj ili čak većoj veličini nego koronarna bolest ili moždani udar. U ovom pregledu u literaturi se  ističu  važna nova dostignuća u epidemiologiji PAD-a sa posebnim fokusom na polivaskularne bolesti, nove biomarkere i diferencijalne puteve rizika za PAD u poređenju sa drugim aterosklerotskim bolestima.

## Etiologija
Polivaskularna arterijska bolest u osnovi je aterosklerotski proces, spora progresivna bolest velikih i srednjih mišićnih i velikih elastičnih arterija, čija su glavna odlika fokusni fibrolipidni plakovi na intimi, a posledice mogu biti opstrukcija lumena arterije, sklonost stvaranju tromba i aneurizme.
Kako je aterosklerotski proces sistemska bolest ona se često javlja na više od jednoj velikoj vaskularnoj teritoriji i u praksi se treba smatrati integralnom bolešću, i zato  i nosi nazivpolivaskularna arterijska bolest (čiji sinonimi su: eng. multiple arterial disease, coronary and extracoronary arterial disease), jer je udružena sa okluzivnom bolešću većeg broja arterija kao što su: koronarne arterija, karotidne arterije, periferne arterija  donjih ekstremiteta, bubrežne arterija, aorte.
Kako se radi  o sistemskoj bolest, na velikoj vaskularnoj teritoriji, veća je verovatnoća da će se razviti veće stope događaja, nego kod pacijenata sa samo višestrukim faktorima rizika.
Polivaskularna bolest (PoliVD) definisana kao prisustvo više od jedne zahvaćene vaskularne teritorije, odnosno bilo koja kombinacija sledećeg: koronarne arterijske bolesti (CAD), periferne arterijske bolesti (PAD) i cerebrovaskularne bolesti (CVD ).
Među bolesnicima  sa kliničkim manifestacijama obliterantne polivaskularna bolest (PoliVD)  istovremeno najmanje dva spomenuta arterijska sistema, rezultati iz studija ukazuju na statistički značajne korelacije između:
- ishemijske bolesti srca i karotidne ili cerebrovaskularne bolesti
- ishemijske bolesti srca i periferne obliterantne arterijske bolesti
- ishemijske bolesti srca, periferne obliterantne arterijske bolesti i karotidne ili cerebrovaskularne bolesti .

## Klinička slika
Kliničke manifestacije polivaskularne arterijske bolesti obuhvataju razne kombinacije oboljenja odgovarajućih sistema arterija. Ateroskleroza koronarnih arterija klinički se može ispoljiti kao:
- jedan od oblika ishemijske bolesti srca,
- kao primarni zastoj u radu srca,
- kao angina pektoris,
- akutni infarkt miokarda,
- insuficijencija srca.

Obliterantna bolest karotidnih arterija klinički se ispoljava kao:
- cerebrovaskularni insult,
- tranzitorni ishemijski atak,
- reverzibilni neurološki deficit,
- nagli i trajni ispad u vidnom polju (amaurosis fugax ).

Obliterantna bolest perifernih arterija donjih ekstremiteta klinički se ispoljava kao:
- intermitntna kludikacija (bol u nozi pri hodu),

- bol u mirovanju,

- trofičke promene (ulceracije, gangrena).

## Uticaj polivaskularne arterijske bolesti na prognozu
Kod pacijenata sa aterosklerotskom bolešću na jednom vaskularnom mestu prisustvo koegzistirajuće bolesti u različitim vaskularnim koritima udruženo je sa većim rizikom ponavljanja simptoma i komplikacijama. Na to ukazuju činjenice da među 828 pacijenatim uključenih u Framingham studiju koji su imali infarkt miokarda, oni sa anamnestički moždanim udarom ili simptomatskom LEAD, imali su dva puta veći rizik od reinfarkta miokarda. Dok je jedna studija koja je  regisrovala 68.236 pacijenata sa ili utvrđenom aterosklerotskom arterijskom bolesti (CAD,LEAD, cerebrovaskularna bolest) kod njih ustanovila tri ili
više faktora za aterotrombozu.
Incidenca kardiovaskularne smrti, infarkta miokarda, moždanog udara ili hospitalizacije zbog aterotrombotskog događaja tokom jedne godine, povećana je sa brojem simptomatskih vaskularnih mesta, kreće se od 5,3% za pacijente koji imaju samo faktore rizika, do 12,6%, 21,1% i 26,3% za pacijenta sa jednim, dva i tri simptomatska vaskularna mesta.
Za tri godne stope infarkta miokarda/moždanog udara/vaskularne smrti/ rehospitalizacije bile su 25,5% za pacijente sa simptomatskom vaskularnom bolešću u jednom vaskularnom koritu naspram 40,5% za simptomatske pacijente u multiplim vaskularnim koritima.
U ispitivanju 7.783 pacijenta koji su doživeli aterotrombotični događaj, stopa prvog rekurentnog događaja za godinu dana bila je duplo veća kod pacijenata sa polivaskularnom bolešću naspram onih sa bolešću lokalizovanom u jednom koritu.

## Terapija
Antitrombotičke strategije se smatraju temeljnom terapijom za prevenciju kardiovaskularnih događaja kod pacijenata sa PoliVD.   Do danas, sve studije koje procenjuju upotrebu intenzivne antitrombotičke terapije kod pacijenata sa PoliVD su pokazale povećan rizik od krvarenja sa različitim stepenom efikasnosti u smanjenju i srčanih i udnih događaja.  Antitrombotička terapija kod pacijenata sa PoliVD može biti posebno problematična jer isti komorbiditeti koji predstavljaju povećan rizik za aterotrombozu, kao što su starija životna dob, šečerna bolest i disfunkcija bubrega, takođe predisponiraju ovu populaciju na krvarenje.
U tom smislu u terapiji kod pacijenata sa polivaskularnom arterijskom bolesti treba  strategiju lečenja  birati individualno, na osnovu pre svega kliničkih a ne  tehničkih pitanja. U tom smislu ovo stanje zahteva multidisciplinarni timski pristup, imajući u vidu da sadašnje preporuke ukazuju na značaj višesudovne arteijske bolesti na prognozu kao i pristup i terapiju višesudovne bolesti uzimajući u obzir kombinacije koje su relevantne za kliničku praksu.